# Icos
Icos (торговая марка ICOS) — корпорация, была крупнейшей на рынке биотехнологий в Вашингтоне (США) прежде, чем была продана компании Eli Lilly and Company в 2007 году. Компания Icos была основана Джорджем Б. Рэтмэнном в 1989 г. В течение 17-летнего существования компания провела клинические испытания двенадцати препаратов, три из которых достигли последней фазы клинических испытаний. Icos также произвел антитела для других компаний, специализирующихся в области биотехнологии.
Icos, прежде всегда, известна из-за тадалафила — препарата, предназначенного для лечения эректильной дисфункции, получившего впоследствии название «Сиалис» . Этот препарат был изначально разработан в компании GlaxoSmithKline, дальнейшие разработки проводила Icos, последующим производством занималась компания Eli Lilly and Company. Благодаря успешной рекламной кампании, проведенной Grey Worldwide Agency, продажи тадалафила позволили Icos завершить 2006 финансовый год с прибылью. Тадалафил стал единственным, впоследствии одобренным FDA, лекарством, разработанным компанией Icos. Другие препараты компании — LeukArrest (Rovelizumab) — для лечения шока; Pafase — препарат, для лечения сепсиса были проверены в клинических испытаниях фазы III, но тестирование было прекращено после неперспективных результатов во время испытаний. Eli Lilly and Company приобрела Icos в январе 2007 г., большинство сотрудников корпорации Icos вскоре были уволены. CMC Biopharmaceuticals (датская фирма, выполняющая субподрядные работы) купила остатки Icos, без последующих сокращений персонала.